# Alix (Rhône)
Pour les articles homonymes, voir Alix.
Alix est une commune française située dans le département du Rhône, en région Auvergne-Rhône-Alpes.

## Géographie

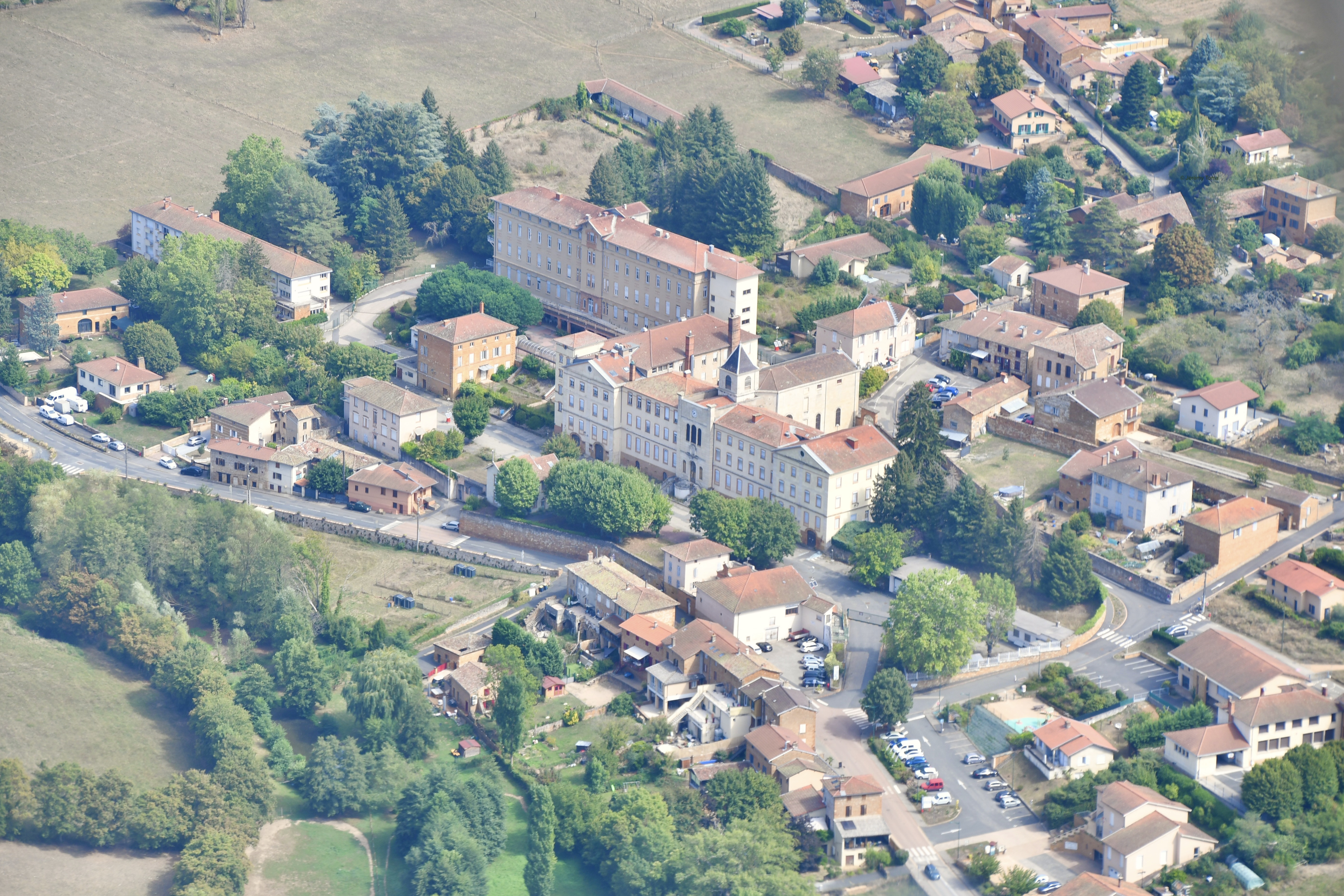
Vue aérienne.

### Localisation
Ce village du Beaujolais est situé à 7 km d'Anse, à 12 km de Villefranche-sur-Saône et à 25 km au nord-ouest de Lyon.
Le territoire de la commune est limitrophe de ceux de 5 communes :
|           | Theizé  | Lachassagne |
| Frontenas | Alix    | Marcy       |
|           | Charnay |             |

### Géologie et relief
Ce village du Rhône se situe dans une partie appelée les Pierres dorées (38 communes du département) en raison des constructions en roche calcaire teintée naturellement par des oxydes de fer qui donnent une couleur jaune.

### Climat
Pour des articles plus généraux, voir Climat d'Auvergne-Rhône-Alpes et Climat du Rhône.
En 2010, le climat de la commune est de type climat océanique dégradé des plaines du Centre et du Nord, selon une étude du Centre national de la recherche scientifique s'appuyant sur une série de données couvrant la période 1971-2000. En 2020, Météo-France publie une typologie des climats de la France métropolitaine dans laquelle la commune est exposée à un climat de montagne ou de marges de montagne et est dans la région climatique Nord-est du Massif Central, caractérisée par une pluviométrie annuelle de 800 à 1 200 mm, bien répartie dans l’année.
Pour la période 1971-2000, la température annuelle moyenne est de 11,2 °C, avec une amplitude thermique annuelle de 17,5 °C. Le cumul annuel moyen de précipitations est de 830 mm, avec 9,7 jours de précipitations en janvier et 6,9 jours en juillet. Pour la période 1991-2020, la température moyenne annuelle observée sur la station météorologique de Météo-France la plus proche, « Le Breuil », sur la commune du Breuil à 5 km à vol d'oiseau, est de 11,6 °C et le cumul annuel moyen de précipitations est de 749,8 mm,. Pour l'avenir, les paramètres climatiques de la commune estimés pour 2050 selon différents scénarios d'émission de gaz à effet de serre sont consultables sur un site dédié publié par Météo-France en novembre 2022.

## Urbanisme

### Typologie
Au 1er janvier 2024, Alix est catégorisée commune rurale à habitat dispersé, selon la nouvelle grille communale de densité à sept niveaux définie par l'Insee en 2022.
Elle appartient à l'unité urbaine de Val d'Oingt, une agglomération intra-départementale regroupant neuf  communes, dont elle est une commune de la banlieue,,. Par ailleurs la commune fait partie de l'aire d'attraction de Lyon, dont elle est une commune de la couronne,. Cette aire, qui regroupe 397 communes, est catégorisée dans les aires de 700 000 habitants ou plus (hors Paris),.

### Occupation des sols
L'occupation des sols de la commune, telle qu'elle ressort de la base de données européenne d’occupation biophysique des sols Corine Land Cover (CLC), est marquée par l'importance des territoires agricoles (59,2 % en 2018), en diminution par rapport à 1990 (60,8 %). La répartition détaillée en 2018 est la suivante : 
prairies (38,9 %), forêts (26,3 %), cultures permanentes (16,9 %), zones urbanisées (14,4 %), zones agricoles hétérogènes (3,4 %). L'évolution de l’occupation des sols de la commune et de ses infrastructures peut être observée sur les différentes représentations cartographiques du territoire : la carte de Cassini (XVIIIe siècle), la carte d'état-major (1820-1866) et les cartes ou photos aériennes de l'IGN pour la période actuelle (1950 à aujourd'hui).

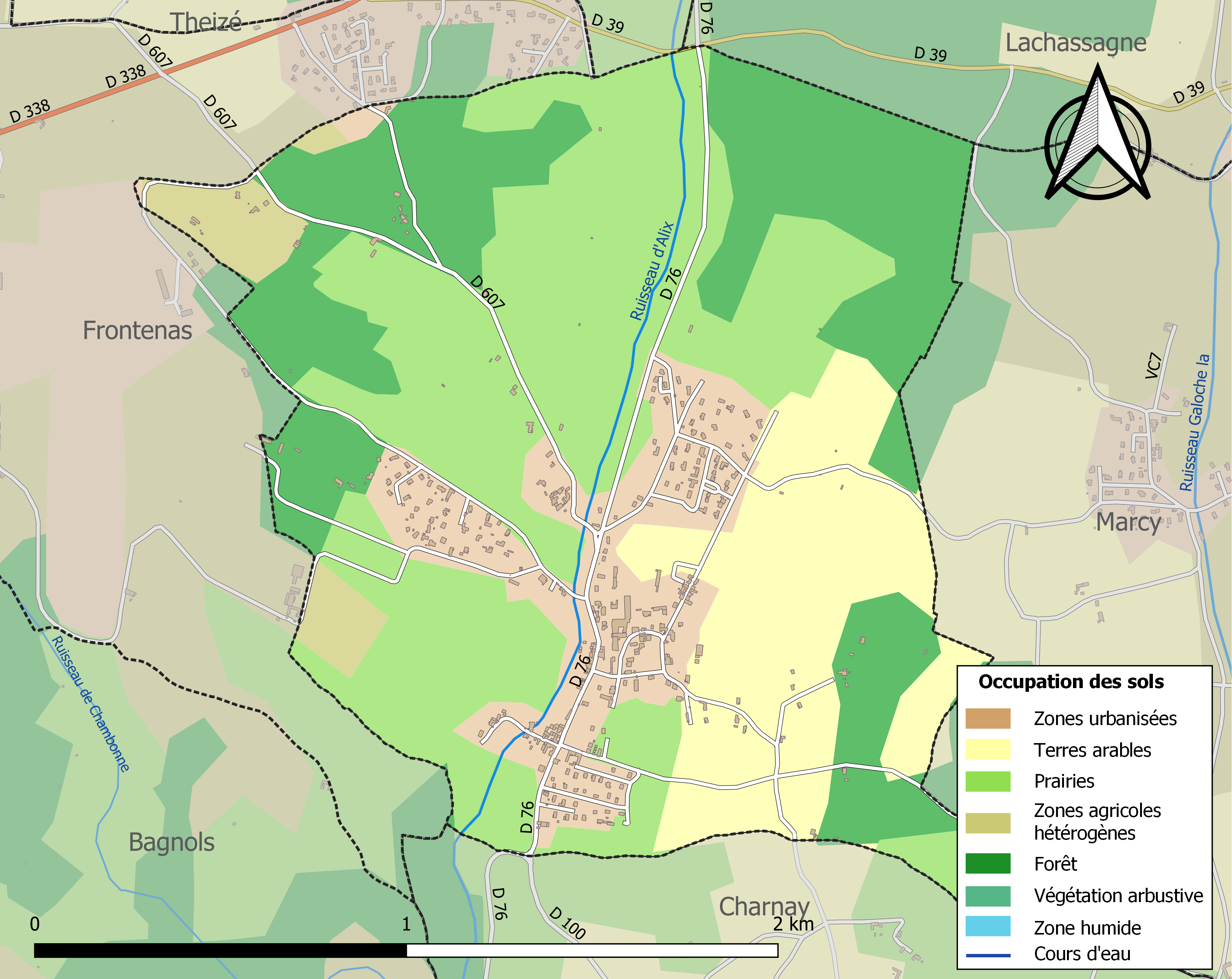
Carte des infrastructures et de l'occupation des sols de la commune en 2018 (CLC).

## Histoire
Ce village viticole est riche d’un passé qui remonte aux temps préhistoriques puisque l’on y a retrouvé des ateliers de silex.[réf. nécessaire]
Avant la Révolution, Alix n’est pas une paroisse et dépend de Marcy mais abrite un très ancien prieuré, dépendant de l’abbaye de Savigny. Le fameux chapitre des nobles chanoinesses d’Alix est protégé au cours de sa longue histoire par François Ier, Henri IV et Louis XV.
C'est enjanvier 1755, que le roi par lettres patentes accorde aux dames chanoinesses d’Alix la permission de porter une croix d’or à huit pointes, cantonnée de quatre fleurs-de-lis, émaillée de blanc, bordée d’or : une médaille au milieu chargée d’un Saint Denis décapité, portant robe de pourpre, et surplis blanc, une étole de pourpre sur un fond rouge, avec cette légende « AUSPICE GALLIARUM PATRONO ». Au revers une Vierge portant l’Enfant Jésus émaillée en bleu sur une terrasse de sinople, entourée d’une inscription « NOBILIS INSIGNIA VOTI »
Un séminaire y est construit sur l’ordre du cardinal Fesch, oncle de Napoléon, en 1807 ; il est transformé successivement en hôpital militaire en 1914 puis en asile pour vieillards.

## Politique et administration

### Administration territoriale
La commune appartient au canton d'Anse, avant de rejoindre celui du Bois-d'Oingt en 2015.

### Administration municipale
Le nombre d'habitants au dernier recensement étant compris entre 500 et 1 499, le nombre de membres du conseil municipal est de 15.

### Intercommunalité
La commune fait partie de la communauté de communes Beaujolais-Saône-Pierres-Dorées de 1995 à 2013, puis Beaujolais-Pierres Dorées depuis 2014.

## Population et société

### Démographie
Les habitants sont appélés les Alixois.
L'évolution du nombre d'habitants est connue à travers les recensements de la population effectués dans la commune depuis 1793. Pour les communes de moins de 10 000 habitants, une enquête de recensement portant sur toute la population est réalisée tous les cinq ans, les populations de référence des années intermédiaires étant quant à elles estimées par interpolation ou extrapolation. Pour la commune, le premier recensement exhaustif entrant dans le cadre du nouveau dispositif a été réalisé en 2008.

En 2022, la commune comptait 772 habitants, en évolution de +1,85 % par rapport à 2016 (Rhône : +3,93 %, France hors Mayotte : +2,11 %).
| 1793 | 1800 | 1806 | 1821 | 1831 | 1836 | 1841 | 1846 | 1851 |
| ---- | ---- | ---- | ---- | ---- | ---- | ---- | ---- | ---- |
| 200  | 129  | 240  | 216  | 271  | 257  | 293  | 264  | 260  |

| 1856 | 1861 | 1866 | 1872 | 1876 | 1881 | 1886 | 1891 | 1896 |
| ---- | ---- | ---- | ---- | ---- | ---- | ---- | ---- | ---- |
| 406  | 374  | 446  | 431  | 397  | 440  | 422  | 405  | 401  |

| 1901 | 1906 | 1911 | 1921 | 1926 | 1931 | 1936 | 1946 | 1954 |
| ---- | ---- | ---- | ---- | ---- | ---- | ---- | ---- | ---- |
| 403  | 191  | 172  | 354  | 628  | 636  | 674  | 594  | 771  |

| 1962 | 1968 | 1975 | 1982 | 1990 | 1999 | 2006 | 2008 | 2013 |
| ---- | ---- | ---- | ---- | ---- | ---- | ---- | ---- | ---- |
| 807  | 891  | 842  | 776  | 665  | 690  | 686  | 672  | 746  |

| 2018 | 2022 | - | - | - | - | - | - | - |
| ---- | ---- | - | - | - | - | - | - | - |
| 768  | 772  | - | - | - | - | - | - | - |

### Enseignement
La commune dispose d'une école maternelle et élémentaire.

### Santé
Un hôpital gériatrique était installé dans la commune jusqu'en juin 2023. Longtemps exploité par les hospices civils de Lyon, il accueillait la première unité de soins palliatifs. Les bâtiments appartiennent aujourd'hui à l'hôpital Nord-Ouest.

### Équipements culturels
Une bibliothèque municipale et une salle d'animation rurale (salle des fêtes) équipent la commune.

### Sports
Il existe un city stade et une aire de jeux.

## Culture locale et patrimoine

### Lieux et monuments
- L'imposant ancien séminaire puis hôpital installé dans les bâtiments de l'ancien chapitre, reconstruit en 1850 et agrandi en 1915, domine le village[19] ; il est aujourd'hui désaffecté et la mairie a engagé une réflexion pour décider de sa reconversion[20].
- L'église Saint-Denis, ancienne chapelle conventuelle de style néoclassique en pierre blanche de Lucenay, construite de 1768 à 1770, est enserrée dans les bâtiments de l'ancien hôpital ; elle est partiellement classée aux monuments historiques[19].
- Le château de Marzé, qui appartenait aux seigneurs du même nom, présente des vestiges importants où l'on distingue encore très nettement les tours sud-est et nord-est.
- Le moulin du XVe siècle est toujours debout avec son écluse et l'emplacement de sa grande roue à aubes.
- Des maisons de chanoinesses sont encore visibles dans le village.
- Le lavoir communal à impluvium recueille les eaux limpides d’une abondante source utilisée de tout temps.

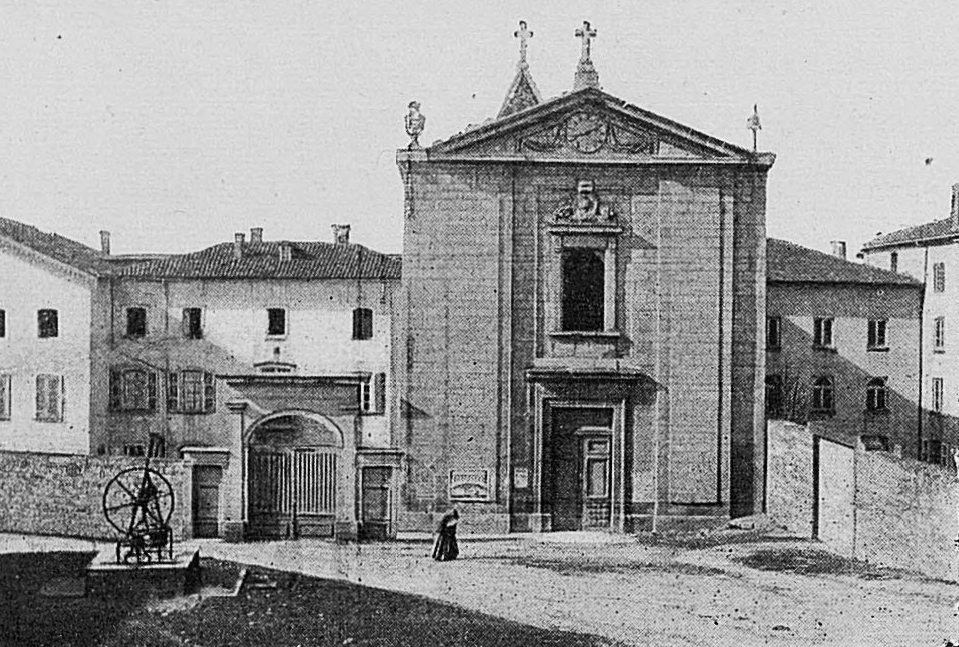
La chapelle de l'ancien prieuré au début du XXe siècle.
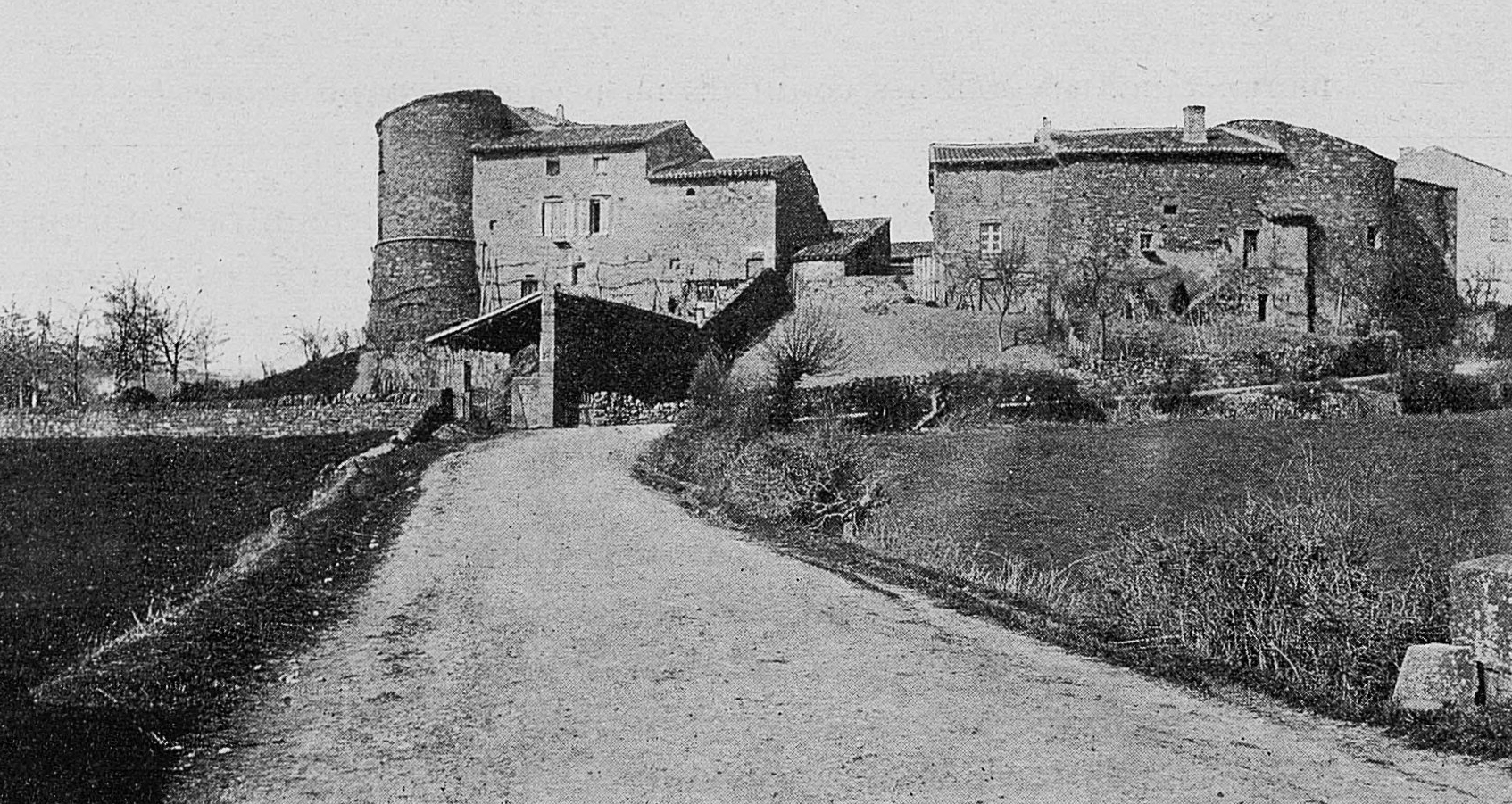
Les vestiges du château de Marzé au début du XXe siècle.

### Personnalités liées à la commune
- Guichard de Marzé, devint en 1296 sénéchal de Toulouse et d'Albi sous le règne du roi de France Philippe IV le Bel. Au cours de son sénéchalat, Guichard de Marzé fonda en 1298 la bastide de Marciac, aux dimensions parfaitement symétriques et régulières, à l'instar de la Cité Idéale. Le rôle historique de Guichard de Marzé est développé dans l'ouvrage Le fabuleux destin de Marciac (J. Barnouin, P.-H. Ardonceau et B. Deubelbeiss, 2014)[21].
- Lacenaire, bandit fort connu qui finira sur l’échafaud, y séjourna.

### Héraldique
| Blason d'Alix | Les armoiries d'Alix se blasonnent ainsi : « Fascé d’hermines et de gueules à un bourdon d’or à la dragonne de sable brochant sur le tout. » Pour la forme de l'écu, la mairie d'Alix a opté pour l'écu français moderne. |